# Saphir (fietsmerk)
Saphir is een historisch Belgisch merk van fietsen en bromfietsen.
De bedrijfsnaam was Verenigde Huizen Saphir en later Firma J. Buysse, Brussel Zuid.
Dit bedrijf maakte aanvankelijk fietsen. In 1931 maakte men voor het eerst bromfietsen door een 98 cc Sachs-tweetaktmotortje in een verstevigd fietsframe te monteren. De productie werd al snel gestaakt, maar in 1951 werd een nieuwe poging gedaan met 48 cc Sachs-blokjes. Er was nu geen sprake meer van verstevigde fietsen, maar van lichte bromfietsen met eigen frames. Na 1955 is van het merk niets meer vernomen.